# Quilombolas

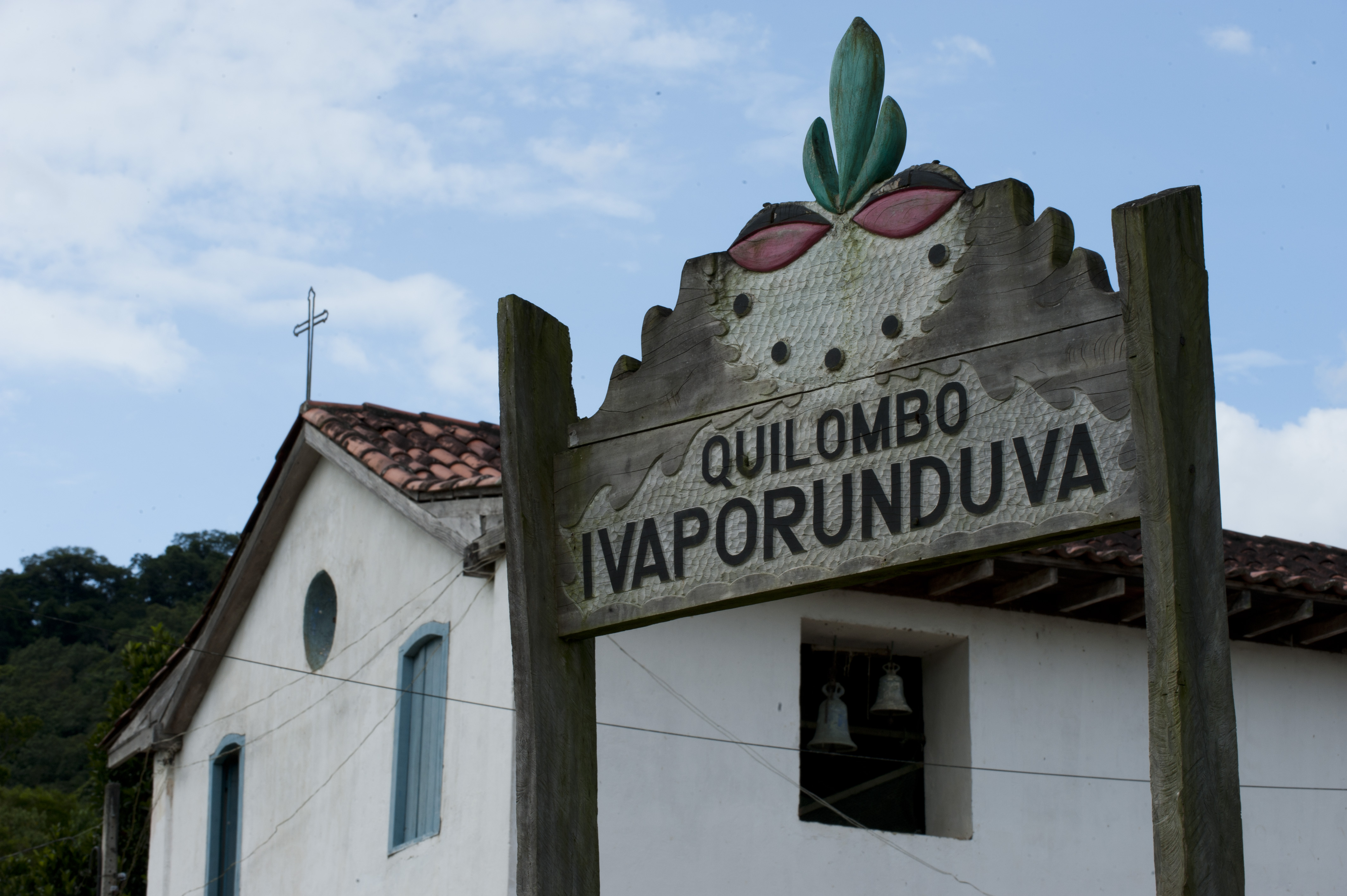
Iglesia en el quilombo de Ivaporunduva, municipio de Eldorado, São Paulo.

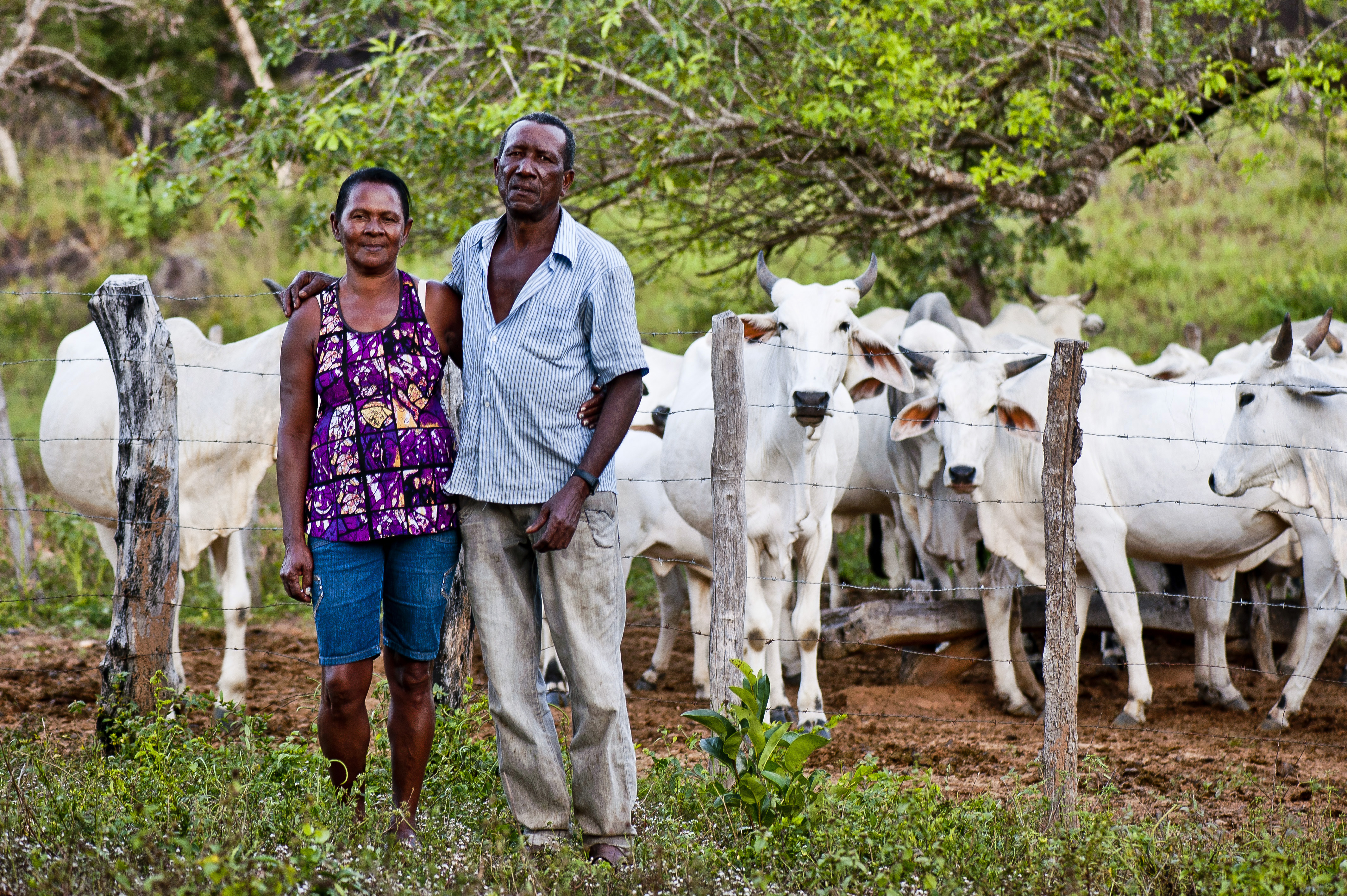
Quilombolas en Goiás.

Quilombolas es el término que denomina a las personas afrodescendientes que habitan los quilombos. Si bien su significado remite históricamente a los movimientos de emancipación y liberación ocurridos por varios siglos en distintos países tras la esclavitud en América, contemporáneamente en Brasil designa a la autoidentificación de estas personas descendientes de estos pueblos, a sus comunidades rurales, suburbanas y urbanas caracterizadas por la agricultura, a los movimientos políticos y territoriales detrás de su defensa e integración y a las manifestaciones culturales que tienen un fuerte vínculo con el pasado africano. El término quilombola deriva del cañybó tupi-guaraní , que significa "el que huye mucho".
Existen unas quince mil comunidades quilombolas dispersas en todo el territorio brasileño, muchas de las cuales luchan por asegurar el derecho de propiedad de sus tierras establecido en el artículo 68 de la Constitución de Brasil, vigente desde 1988. Estas comunidades están dispersas en todo el territorio brasileño en los estados de Alagoas, Pernambuco, Paraíba, Pará, Bahía, Maranhão, Amapá, Mato Grosso del Sur, Goiás, Río de Janeiro, Mato Grosso, Minas Gerais, São Paulo, Espíritu Santo, Santa Catarina y Rio Grande del Sur. En estos estados existen 1.209 comunidades certificadas como quilombolas, 143 áreas de tierra con títulos de propiedad y los estados con el mayor número de comunidades quilombolas son Bahía (229), Maranhão (112), Minas Gerais (89) y Pará (81).

## Historia
La Constitución de Brasil promulgada en 1988 determinó la existencia de territorios herederos de las comunidades afrodescendientes históricas y a personas identificadas como quilombolas como sus descendientes. 
El 20 de noviembre de 1995 se realizó en Brasilia la Marcha Zumbi dos Palmares, conmemoración de los 300 años del asesinato del líder afrodescendiente líder del Quilombo dos Palmares. La marcha concluyó en el congreso del país, donde se realizó una sesión solemne de reconocimiento de Zumbi dos Palmares, el primer acto oficial del gobierno brasileño en reconocimiento a ese personaje. Al final de la sesión se conformó un grupo de trabajo con la presidencia brasileña. Las actividades incluyeron la realización del Primer Encuentro Nacional de Comunidades Rurales de Quilombos, al cual asistieron decenas de quilombolas de todo Brasil que acordaron conformar una coordinación nacional. Ambos hechos constituyeron un punto de inflexión política en el movimiento de los quilombolas. El siguiente año reunidos en Bom Jesus da Lapa, Bahía, representantes de más de 400 quilombos acordaron la constitución de la  Coordenação Nacional de Articulação das Comunidades Negras Rurais Quilombolas (CONAQ).  
En 2001 fue establecido el Decreto 3912/2001, que buscaba establecer los mecanismos jurídicos necesarios para dotar de títulos oficiales de las tierras históricamente quilombolas. Dicho decreto establecía que para recibir los títulos las personas debían ocupar el mismo territorio y ser descendientes de las mismas personas que los ocupaban hasta el 13 de mayo de 1888, año en que fue abolida la esclavitud en Brasil mediante la Ley Áurea.
Ante la complejidad en la certeza de estas medidas y las críticas de las comunidades a ellas al invocar lo establecido en el Convenio 169 de la OIT sobre pueblos indígenas y tribales, en 2003 el entonces presidente Luz Inacio Lula da Silva formó un Grupo de Trabajo para revisarlas y realizar los cambios pertinentes que garantizaran realizar de manera expedita las titulaciones. Derivado de este proceso se aprobó el Decreto 4887/2003, el cual establecía las bases operativas de la restitución de territorios por el Instituto Nacional de Colonização e Reforma Agrária, organismo público brasileño encargado de la identificación, delimitación, demarcación, desintrusión (proceso de desplazamiento de familias no quilombolas ocupantes de los territorios) y certificación de posesión de las tierras a las comunidades quilombolas.
Debido a diversos factores sociales, económicos y la tardanza de procesos burocráticos así como procesos jurídicos resueltos a detenerlas, las restituciones de las tierras y la obtención de títulos de propiedad a las comunidades quilombolas han sido muy lentos y difíciles.
En 2018 organizaciones quilombolas y de la sociedad civil denunciaron que los crímenes contra activistas y habitantes de quilombos crecieron hasta 350% debido al racismo y como consecuencia de la defensa de sus territorios.